# August Ruf

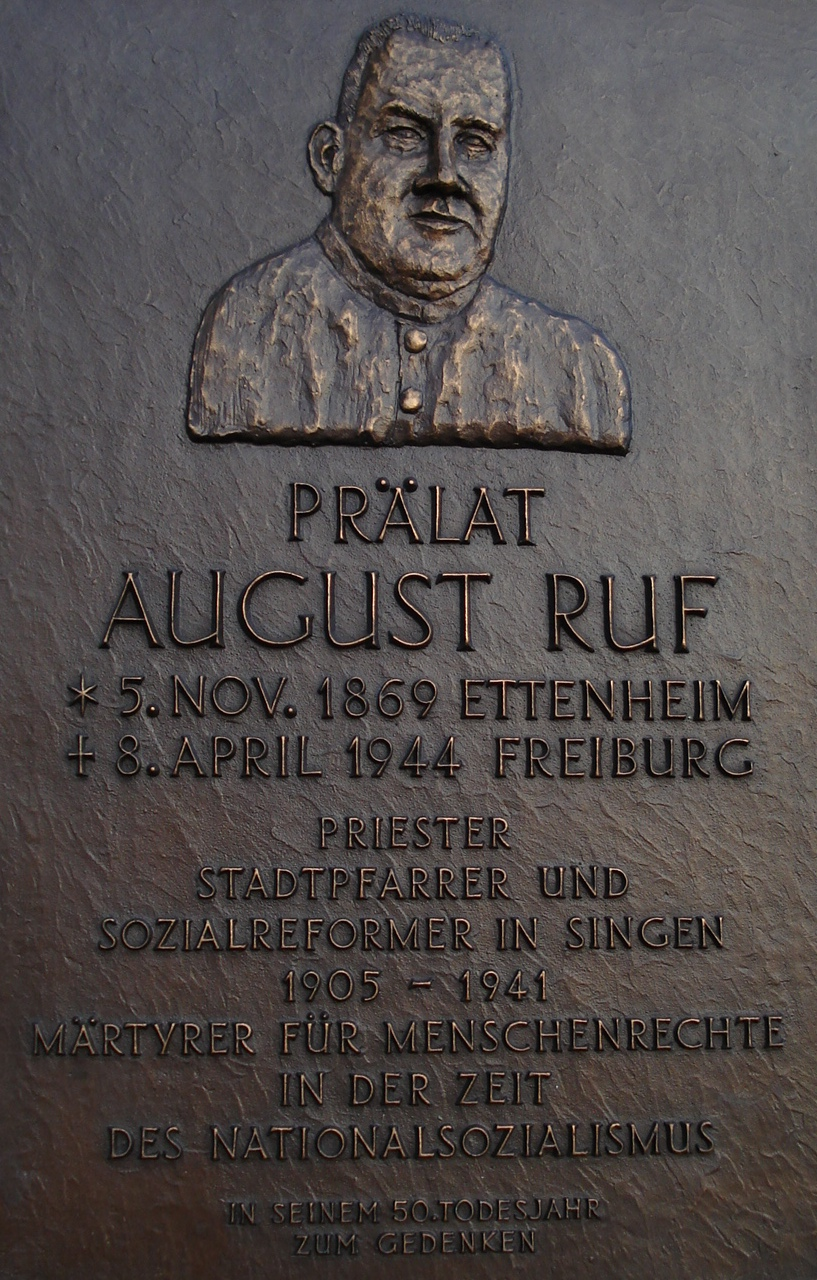
Erinnerungstafel an August Ruf an der St. Peter und Paul-Kirche in Singen/Hohentwiel

August Ruf (* 5. November 1869 in Ettenheim; † 8. April 1944 in Freiburg im Breisgau) war deutscher katholischer Geistlicher, langjähriger Stadtpfarrer in Singen (Hohentwiel) und Opfer des Nationalsozialismus.

## Leben

### Herkunft und Studium
August Ruf wurde als eines von fünf Kindern des Küfers und Bauern Kaspar Ruf und seiner Frau Magdalena, geb. Vögele, geboren. Er besuchte die Ettenheimer Volksschule, dann das dortige Realgymnasium und ab 1887 das Gymnasium in Freiburg. Nach dem Abitur 1889 in Freiburg und anschließendem Theologiestudium wurde August Ruf mit 23 Jahren am 5. Juli 1893 zum Priester geweiht.

### Seelsorger in Radolfzell und Singen
Zwölf Jahre war er Seelsorger in Radolfzell, zunächst als Vikar, dann als Kaplaneiverweser. Er gründete dort u. a. eine Sparkasse für die Mitglieder des Katholischen Arbeitervereins.
1905 wurde er Stadtpfarrer in Singen; dieses Amt übte er 36 Jahre lang aus, bis zu seiner Pensionierung am 29. Oktober 1941. In der schwierigen Zeit vor, während und nach dem Ersten Weltkrieg erwies sich August Ruf als ein geschickter und unermüdlicher Organisator in den verschiedensten Bereichen: Neubau und Renovierung von Kirchen und Pfarrämtern, Krankenpflege, Jugendarbeit, Kindergärten, Vereinswesen, Suppenspeisung für Arme, Lesestube u. a. m. Er gründete eine Gemüseanbaugenossenschaft, erwarb dazu Ländereien am Fuße des Hohentwiel und überantwortete das Gartenland an mehr als 100 bedürftige Familien. 1926 urteilte sein Dekan über ihn: „Rufs Verdienst ist es, dass das kirchliche Leben mit der raschen Entwicklung und der rapid wachsenden Bevölkerung in Singen Schritt halten konnte.“ Politisch stand er der Zentrumspartei nahe und warb offen für sie, was ihm um 1910 scharfe Angriffe von Seiten der Liberalen und 1913 sogar eine anonyme Morddrohung einbrachte. August Ruf war persönlich befreundet mit Matthias Erzberger.

### Widersacher der Nationalsozialisten
August Ruf geriet früh in das Visier der Nationalsozialisten. Ab 1936 wurde er von der Gestapo bespitzelt und verwarnt. Er wurde von den Nazis als „Staatsfeind im Priestergewand“, „Unbelehrbarer“, „schwarzer Wühler“ und „Volksschädling“ beschimpft, der nicht nur den Deutschen Gruß verweigerte, sondern diese nationalsozialistische Geste in seinen „Hetzreden“ darüber hinaus als „Neuheidentum“ bezeichnete. Nachdem er in einem Pfarrbrief aus seinen Überzeugungen keinen Hehl gemacht hatte, wurden seine Schreibmaschine und der Vervielfältigungsapparat beschlagnahmt und ihm „weitere Maßnahmen“ angedroht. Mit Schreiben vom 14. März 1941 entzog der badische Minister des Kultus und des Unterrichts ihm die Befugnis zur Erteilung des Religionsunterrichts.

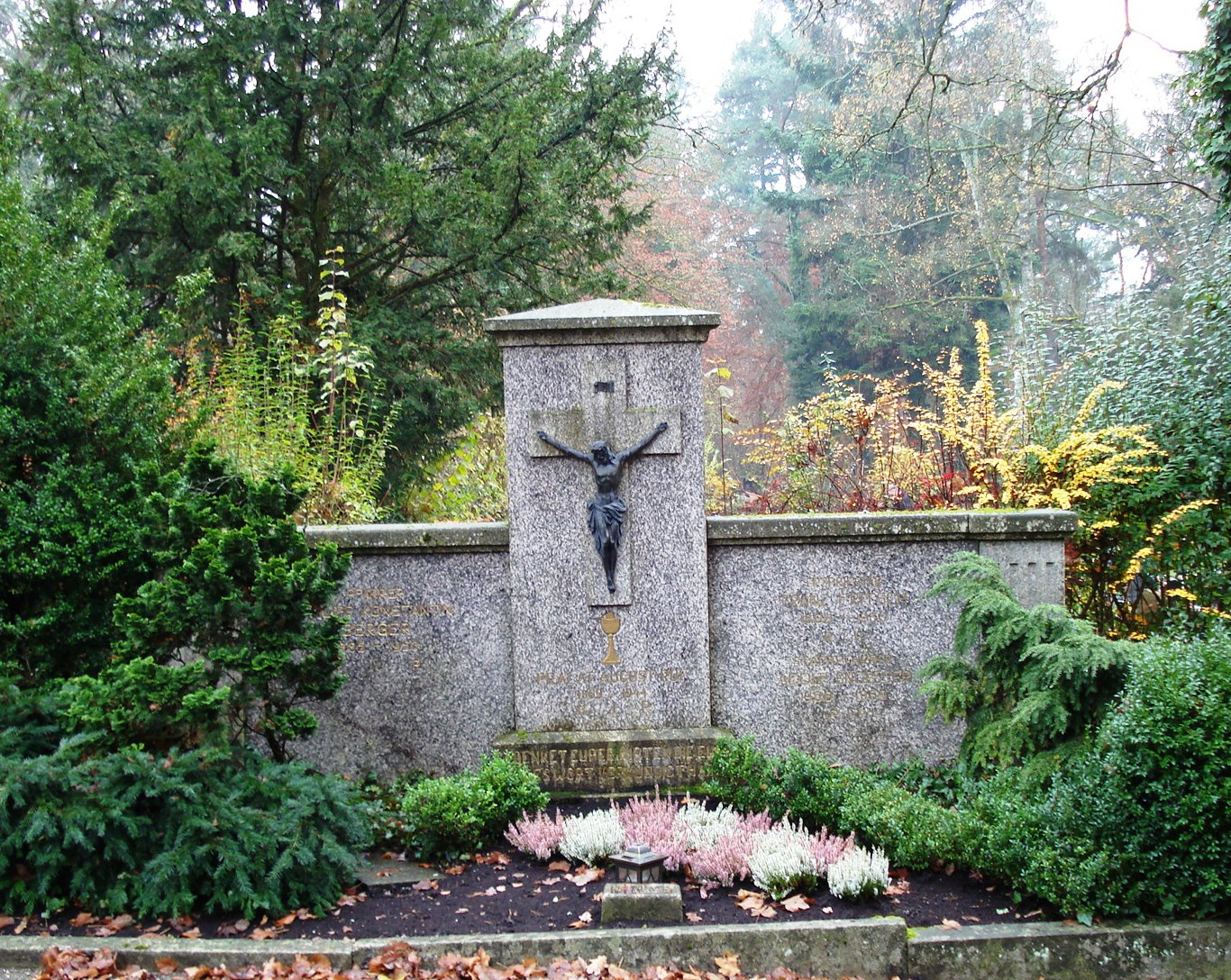
Grabstätte von August Ruf und zwei weiteren Singener Stadtpfarrern auf dem Waldfriedhof. Die Inschrift lautet: "Gedenket eurer Hirten, die euch Gottes Wort verkündigt haben"

Zum Verhängnis wurde August Ruf der „Fall Lasker“. Katharina (Käthe) Meyer, geb. Lasker, eine jüdische Arztwitwe, hatte ihn nach einer Maiandacht 1942 angesprochen und ihn gebeten, ihr den Weg über die Schweizer Grenze zu zeigen. Pfarrer Ruf wandte sich daraufhin an seinen Freund und früheren Vikar, Eugen Weiler (1900–1992), der Pfarrer von Wiechs am Randen, einem Grenzort, geworden war. Pfarrer Ruf bat Pfarrer Weiler, Frau Lasker-Meyer über die Grenze zu bringen, was am 21. Mai 1942 glückte. Die Schweizer Grenzbeamten befragten Frau Lasker-Meyer, wie sie es über die Grenze geschafft habe, – und gaben ihre Antwort unglücklicherweise an die deutschen Kollegen weiter. Für seine „Beihilfe zum unerlaubten Grenzübertritt“ wurde August Ruf zu sechs Monaten Gefängnis verurteilt. Als er Singen verließ, um sich zum Haftantritt nach Rottenburg zu begeben, sagte er: „Ich sehe es als einen Ehrentag an, dass ich auch noch in meinen alten Tagen ins Gefängnis darf für eine Liebestat.“ Der bereits kranke greise Prälat wurde durch die brutale Haft so geschwächt, dass er – fast erblindet und dem Sterben nahe – nach einem Gesuch des Erzbischöflichen Ordinariats Freiburg aus der Haft entlassen wurde. Er starb am Karsamstag 1944, fünf Tage nach der Haftentlassung, im Vinzentiushaus Freiburg.
Die Bestattung erfolgte nach Intervention des Erzbischofs Conrad Gröber entgegen dem Wunsch der Partei und des damaligen Gemeinderats auf dem Singener Waldfriedhof, „unter großer Beteiligung der Bevölkerung und unter den Augen der Geheimen Staatspolizei.“

## Würdigungen

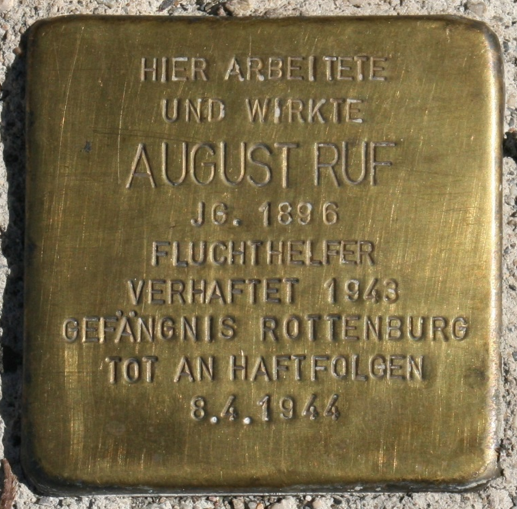
Stolperstein für August Ruf

Zu Lebzeiten wurde August Ruf im Jahre 1930 nach 25 Jahren Tätigkeit als katholischer Stadtpfarrer in Singen zum Ehrenbürger ernannt. Diese Ehrenbürgerschaft wurde ihm von den Nazis entzogen, aber nach dem Krieg postum erneut verliehen.
Erzbischof Karl Fritz ernannte August Ruf 1920 zum „Erzbischöflichen Geistlichen Rat“. Papst Pius XII. zeichnete ihn 1941 mit dem Ehrentitel Päpstlichen Geheimkämmerer aus, so dass August Ruf als „Monsignore“ angeredet wurde.
Nach dem Ende des Zweiten Weltkrieges wurde die vom Singener Bahnhof nach Norden führende Straße (heute Hauptgeschäftsstraße und Fußgängerzone), die während des Dritten Reiches „Adolf-Hitler-Straße“ hieß, in „August-Ruf-Straße“ umbenannt. Nach August Ruf ist das August-Ruf-Bildungszentrum in seiner Geburtsstadt Ettenheim benannt.
In Israel wurde im Jahr 1981 nahe Zippori ein Gedenkstein für August Ruf enthüllt.
Am 11. November 2004 wurde August Ruf zusammen mit Eugen Weiler in das Verzeichnis der „Gerechten unter den Völkern“ der israelischen Holocaust-Gedenkstätte Yad Vashem aufgenommen.
Die katholische Kirche hat Pfarrer August Ruf im Jahr 1999 als Glaubenszeugen in das deutsche Martyrologium des 20. Jahrhunderts aufgenommen.